# Édifice Jean-Talon
Pour l'édifice à Ottawa, voir Édifice Jean-Talon (Ottawa).
L'édifice Jean-Talon, surnommé le « Bunker », est un édifice du gouvernement québécois situé au sud de l'hôtel du Parlement, sur la Grande Allée, à Québec. Il est occupé par le ministère du Conseil exécutif et le secrétariat du Conseil du trésor.
Lieu de pouvoir entre 1972 et 2002, il abrite durant cette période le bureau du premier ministre du Québec ainsi que le conseil des ministres.

## Description

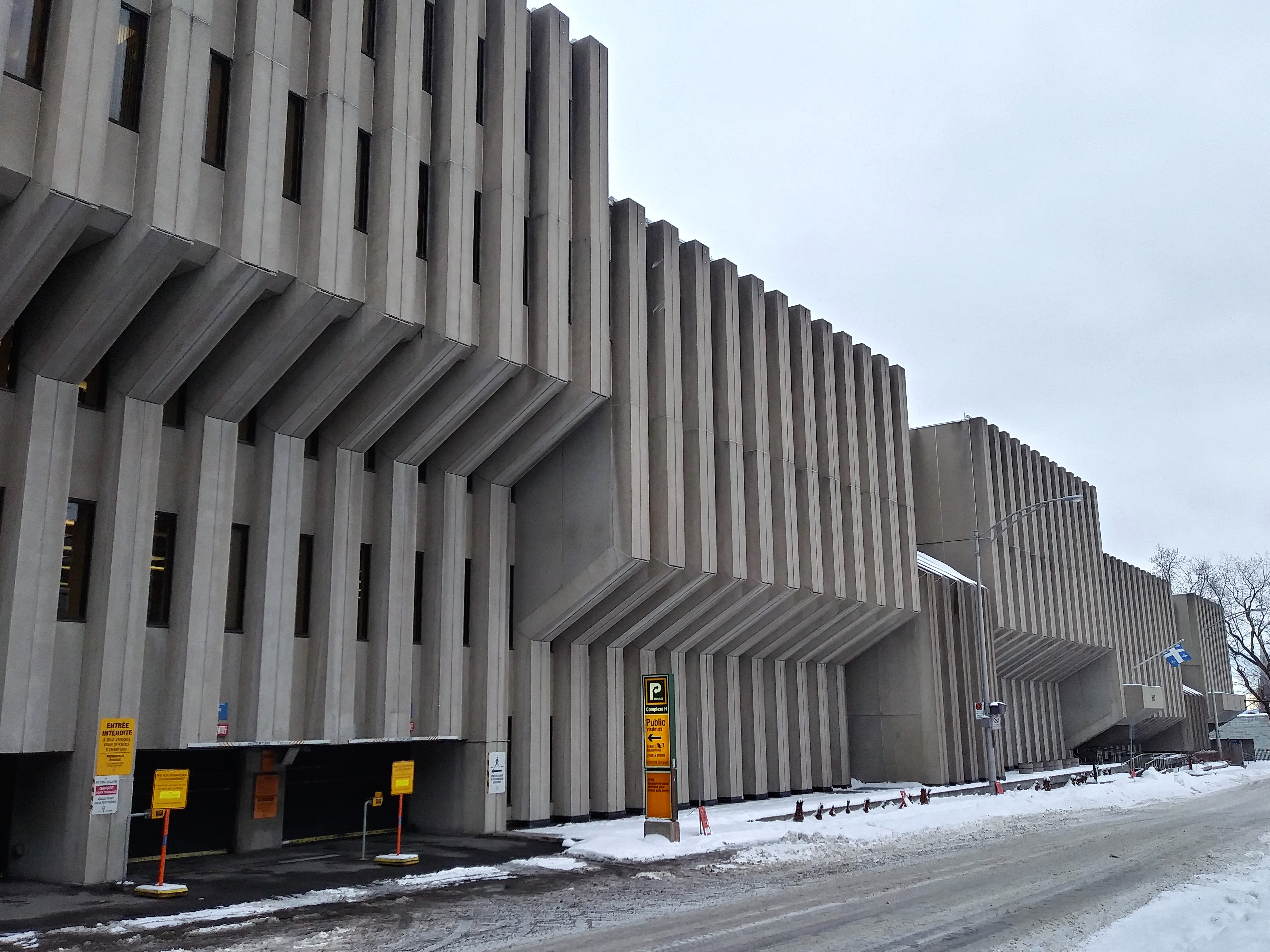
L'une des façades de l'édifice.

L'extérieur du bâtiment, tout en béton, est caractérisé par une enfilade de fenêtres en meurtrière.
La salle du conseil des ministres (salle 3.159) est l'une des pièces les plus emblématiques du 2e étage. La pièce – initialement sans éclairage naturel – est aménagée d'une simple table ronde surmontée d'un faux plafond cylindrique latté de bois. Une table rectangulaire placée en retrait était mis à disposition du directeur de cabinet et du secrétaire général. Elle est comparée à un « centre de contrôle de la défense américaine » par Jean-François Lisée et à une « centrale du docteur Folamour » par Lise Payette.

## Histoire
En 1967, le gouvernement Daniel Johnson décide d'entreprendre la construction d'un nouveau siège pour le pouvoir exécutif québécois, davantage au goût du jour que l'édifice Honoré-Mercier. Le modernisme insufflé par la Révolution tranquille incite au choix d'une architecture brutaliste. Par ailleurs, les événements de la crise d'Octobre animent une peur du terrorisme qui motiveront l'intégration de plusieurs éléments de sécurité (vitres pare-balles, tunnel et hélisurface sur le toit). Ces éléments donneront au bâtiment les sobriquets de « calorifère » et de « bunker ».

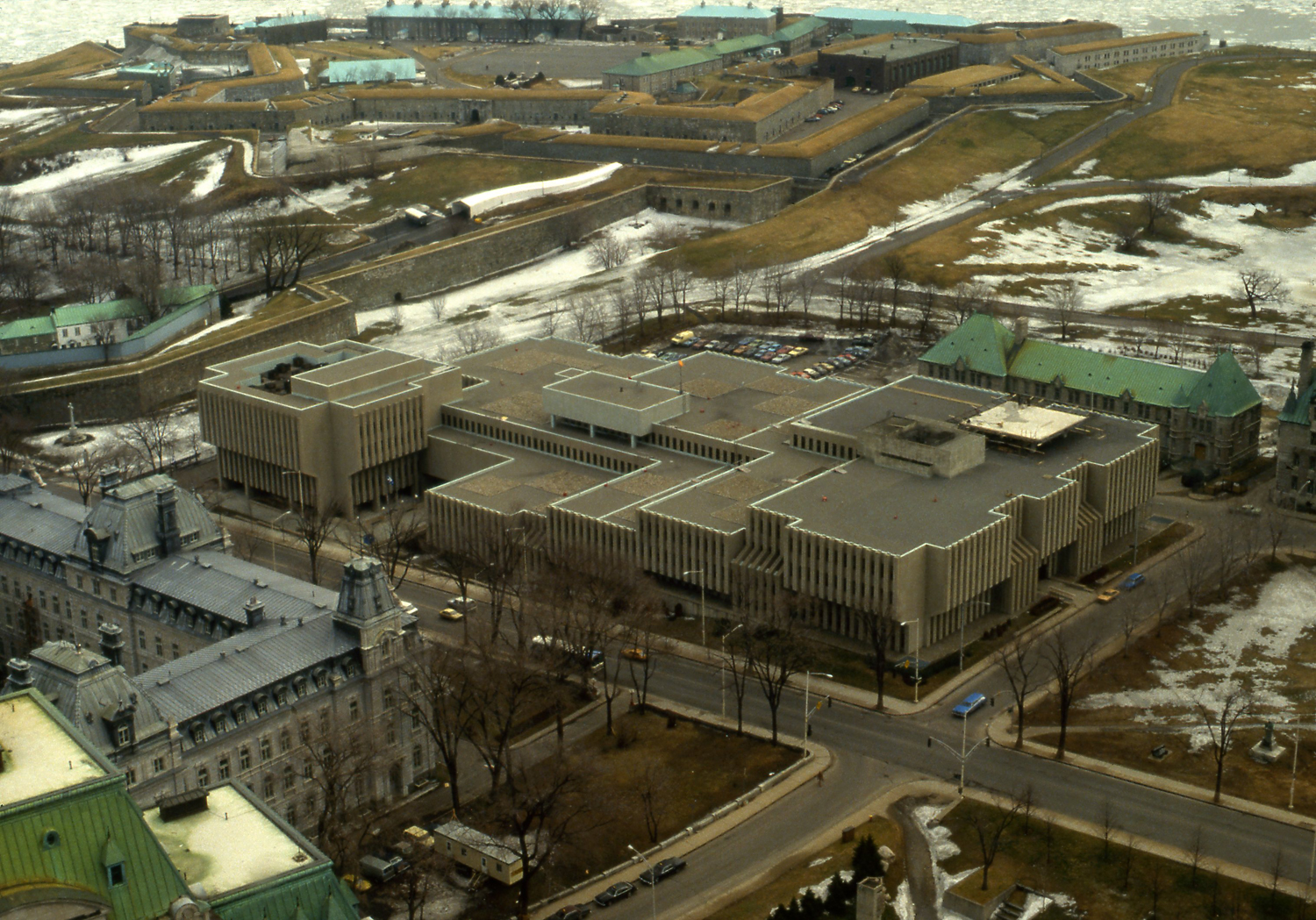
Vue aérienne

Le site choisi, immédiatement au sud de l'hôtel du parlement sur la Grande Allée, entraîne la destruction de maisons en rangée de style victorien. Ces démolitions, l'architecture et l'aménagement intérieur austère soulèvent des critiques dès les débuts. Dès son inauguration en 1972, des problèmes de mécanique du bâtiment surviennent.
Le gouvernement Robert-Bourassa est le premier à y emménager. Sept premiers ministres l'utiliseront comme siège de leur gouvernement et deux d'entre eux y logeront même (Robert Bourassa et Lucien Bouchard). Le bâtiment abrite dans ses premières années le Centre d’analyse et de documentation (CAD), comprenant des fiches sur environ 30 000 Québécois et des équipements de surveillance des médias.
En 2001, le premier ministre Bernard Landry qualifie le bâtiment mal-aimé « d'horreur qui déshonore l'esthétique d'une des plus belles villes du monde » et propose de le démolir pour en faire un parc. Cette idée n'ira pas de l'avant en raison des coûts, mais le bureau du premier ministre et la salle du conseil des ministres sont déménagés à l'édifice Honoré-Mercier en 2002. 
Le 27 février 2003, la bâtiment – alors désigné complexes H et J – est renommé en mémoire de Jean Talon, premier intendant de la Nouvelle-France.
En 2013, l'hélisurface située sur le toit et inutilisée depuis les années 1990 est fermée en raison de sa désuétude.